# كيوان (إسم فارسي)
كيوان (يلفظ أحيانا كيفان أو كايفون؛ يتم تهجئته بالإنجليزية أيضًا Keyvan أو Kayvon أو Keivan أو Kaywan أو Keywan أو Kavon أو Kaevon ؛ (بالفارسية: کیوان) هو اسم مذكر فارسي الذي يعني كوكب زحل.  وهو اسم مرتبط بكلمة زحل في عدة لغات قديمة، منها «كايمانو»  في السومرية، و «كايامانو»   في الأكدية، و «كيون»  في السريانية، و «كيوان»  باللغة البهلوية (الفارسية الوسطى). كان يوجد رئيس كهنة في القرن السادس عشر في مدينة إصطخر يسمى آذر کیوان، هذا الأمر يشير إلى أن اسم «كيوان» كان يستخدم كإسم شخصي في إيران في ذلك الوقت، لا سيما بين أتباع الزرادشتية. حتى الآن لا يزال اسم «كيوان» شائع بين العائلات التي تتبع الزرادشتية. تختلف كلمة «كيوان» عن الكلمة الفارسية المماثلة «كيهان»، والتي تعني «الكون»، وتُستخدم أيضًا كإسم شخصي مذكّر. بالنسبة لمتحدثي اللغة الإنجليزية، فإن التهجئة Kayvon (كيفان) هي الأقرب إلى نطق هذا الإسم بالفارسية.